# Parque nacional Río Bellinger
El Parque Nacional Río Bellinger es un parque nacional en Nueva Gales del Sur (Australia), ubicado a 570 km al noreste de Sídney y a 10 km de Dorrigo.
Es una región en estado natural, con pendientes escalonadas y valles con abundantes cascadas. Los visitantes pueden realizar actividades de marcha, navegación y escalado de rocas y montañas. El parque no posee rutas de visita delimitadas, por lo que su visita es recomendada para quienes desean recorrer regiones vírgenes. El mirador Griffiths en el extremo norte del parque tiene una vista espectacular sobre la costa y las pendientes escalonadas de Dorrigo.